# Pfriemenblättriger Wegerich
Der Pfriemenblättrige Wegerich (Plantago subulata) ist eine Pflanzenart aus der Gattung der Wegeriche (Plantago).

## Beschreibung
Der Pfriemenblättrige Wegerich ist eine ausdauernde, krautige Pflanze, die Wuchshöhen von 5 bis 20 Zentimeter erreicht. Das Stämmchen ist klein, holzig und verzweigt. Es trägt dichte Blattrosetten. Die Blätter sind 2,5 bis 4 Zentimeter lang, 1 bis 2 Millimeter breit, dunkelgrün, starr, dreikantig und kahl oder gewimpert. Die Ährenstiele sind nur geringfügig länger als die Blätter und gerade oder etwas bogig. Die Blüten sind unscheinbar. Sie sind in 1 bis 5 Zentimeter langen, walzlichen und dichten Ähren angeordnet. Die vierzipfelige Kronröhre ist außen behaart.
Die Blütezeit reicht von Mai bis August.
Die Chromosomenzahl beträgt 2n = 24.

## Vorkommen
Der Pfriemenblättrige Wegerich kommt in Südeuropa, in Nordwestafrika und in Vorderasien vor. Die Art wächst auf Felsen in der Nähe von Küsten. In den Gebirgen von Korsika, Sardinien und Sizilien kommen Varietäten vor.

## Taxonomie
- Plantago subulata L. hat die Synonyme: Plantago humilis Guss., Plantago radicata Hoffmanns. & Link, Plantago humilis subsp. atlantis (Emb. & Maire) Brullo, Pavone & Terrasi, Plantago humilis subsp. granatensis (Willk.) Brullo, Pavone & Terrasi, Plantago humilis subsp. insularis (Nyman) Kerguélen & Lambinon, Plantago subulata subsp. atlantis (Emb. & Maire) Greuter & Burdet, Plantago subulata subsp. granatensis (Willk.) Malag., Plantago subulata subsp. humilis (Guss.) Greuter & Burdet, Plantago subulata subsp. insularis Nyman, Plantago subulata subsp. radicata (Hoffmanns. & Link) O. Bolòs & Vigo, Plantago subulata var. atlantis Emb. & Maire, Plantago subulata var. granatensis Willk., Plantago bracteosa (Willk.) Samp., Plantago sarda C. Presl.[2]